# 千種地下街
千種地下街（ちくさちかがい）とは、愛知県名古屋市東区にあった日本の地下街。当初開設時は名古屋地下振興株式会社による運営であったが、名古屋市の外郭団体再編に伴う合併により、株式会社名古屋交通開発機構が運営していた。
2013年（平成25年）3月末をめどとして閉鎖となることが明らかとなり、3月31日をもってすべての店舗営業が終了した。名古屋市の地下街で閉鎖となるのは、今池地下街とあわせ初めてとなる。

## 概要
名古屋市営地下鉄東山線の栄町駅 - 池下駅間延伸に伴う地下鉄千種駅開業に合わせて設けられた地下街であった。
地下鉄千種駅の東改札口と西改札口の間（東山線ホームの直上）にその大部分が開設されているが、地下鉄東改札口とJR中央本線千種駅地下改札口間連絡通路に設置されている店舗もあった。
隣接する住友生命千種ニュータワービル・千種ビルとも地下通路にて連絡している。

## 閉鎖までに営業していたテナント
- だるまうどん
- チカシン千種店（地下鉄 - JR間連絡通路に設置）

## 構造上の問題点
本地下街には「地下鉄千種駅地上出入口」・「住友生命ビル地下」・「地下鉄東山線・JR中央線」のいずれかを経由して利用者が訪れることとなるが、地下街の構造上の問題から、本地下街店舗に特段の用がないにもかかわらず構内を通過する者は、地下鉄地上出入口のうち駅西側に位置する1番・5番出入口とJR改札口とを利用するものにほぼ限られる。その他の地下鉄・JR千種駅利用者は本地下街構内を通過することなく駅を利用することが可能であり、千種駅利用客を本地下街の見込み客として十分には生かしづらい形となっていた。